# Dispensator
Un dispensator (pl. dispensatores), era a la Roma antiga un esclau o, excepcionalment un llibert, que feia d'administrador d'una caixa pública o privada i era l'encarregat de fer els pagaments (de fet dispensator té la mateixa matriu etimològica que el mot 'despesa'). Gai, a les Institutiones (I, 122) defineix els dispensatores com una espècie de tresorers : Servi quibus permittitur administratio pecuniae, dispensatores appellati sunt.
El seu equivalent al món hel·lenòfon, és a dir a la part oriental de l'Imperi Romà on es parlava majoritàriament el grec, era l'οἰκονόμος. No se l'ha de confondre emperò amb l'ecònom d'època tardana. El dispensator podia tenir auxiliars sota la seva direcció com ara els arcarii.
Trobem inscriptions epigràfiques relatives a dispensatores a tot l'imperi.